# Vaida-Cămăraș
Vaida-Cămăraș (węg. Vajdakamarás) – wieś w Rumunii, w okręgu Kluż, w gminie Căianu. W 2011 roku liczyła 511 mieszkańców.